# Cearivne, Huleaipole
Cearivne (în ucraineană Чарівне) este un sat în comuna Mîrne din raionul Huleaipole, regiunea Zaporijjea, Ucraina.

## Demografie
Componența lingvistică a localității Cearivne
     Ucraineană (98,41%)
     Rusă (1,59%)
Conform recensământului din 2001, majoritatea populației localității Cearivne era vorbitoare de ucraineană (98,41%), existând în minoritate și vorbitori de rusă (1,59%).